# Verbindungsgraben
El Verbindungsgraben (canal de connexió) és un canal de desguàs de Neuland, un barri d'Hamburg. Desguassa el parc natural dels Aiguamolls de Neuland (Neuländer Moorwiesen).

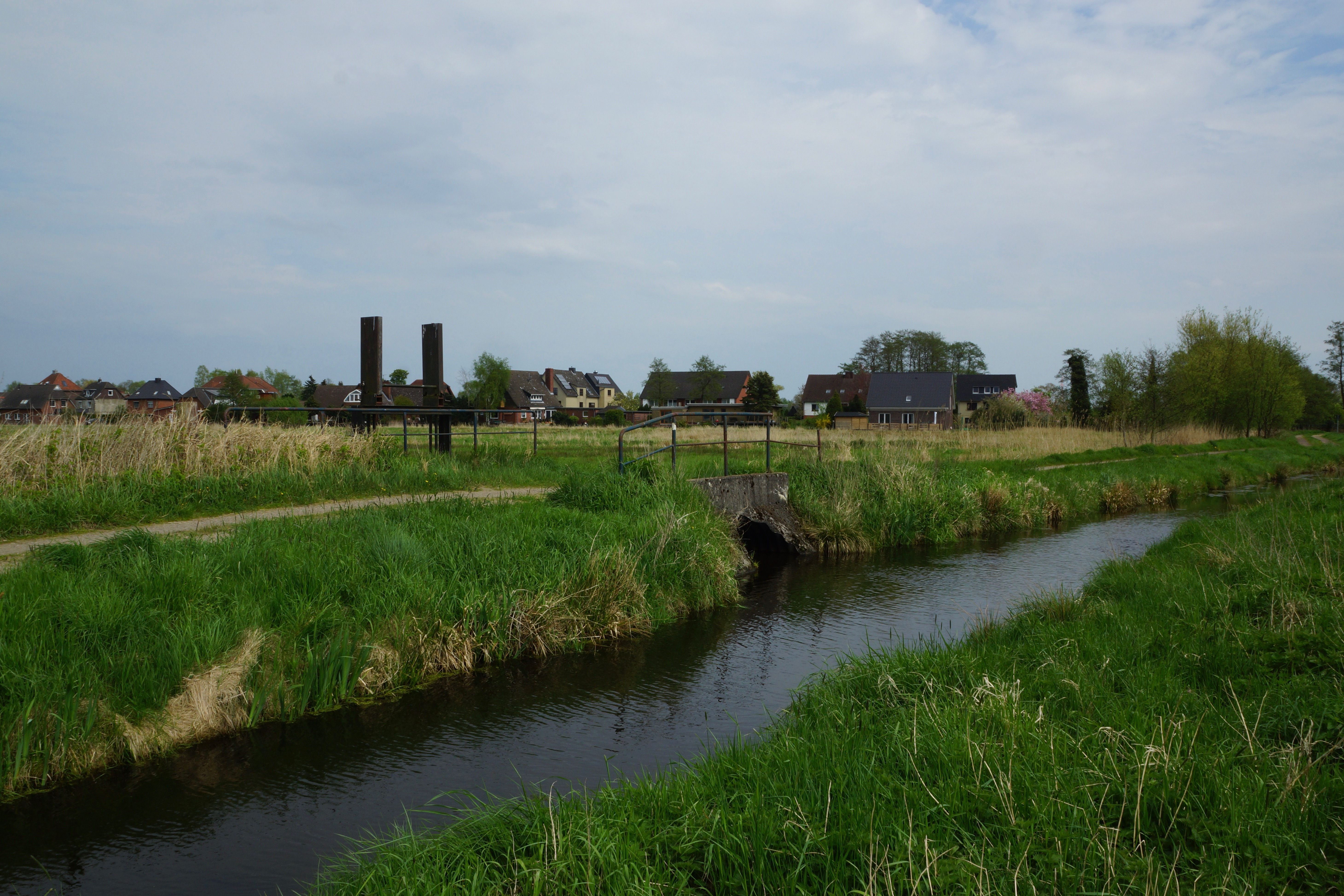
Naixement del Verbindungsgraben (sota el pont) al Fünfhausener-Landweg-Wettern Els dos pals són part de la presa per regular el nivell d'aigua.

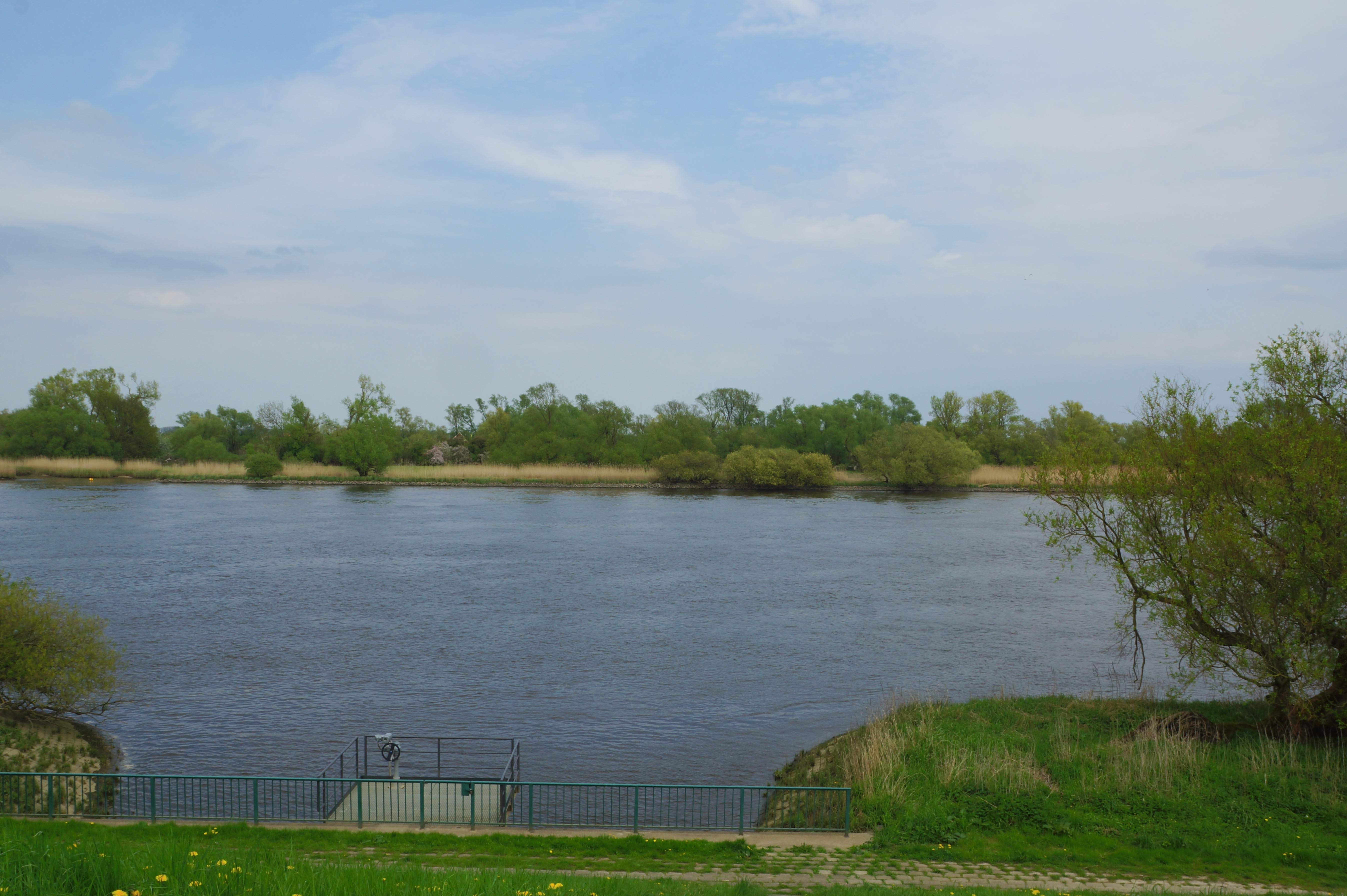
Desembocadura a l'Elba.

Naix del Fünfhausener-Landweg-Wettern i desemboca via la resclosa de desguàs «Neuland-Ost» a l'Elba gairebé un quilòmetre més avall tot just després de rebre les aigües del Neuländer Wettern al llogaret de Fünfhausen, prop de la frontera amb la Baixa Saxònia. Ans al contrari de la principal estació de bombatge més avall, la resclosa permet el pas als peixos migratoris, molts obstacles i ribes encara poc naturalitzades encara no creen el biòtop ideal.